# Mirafra collaris
A Mirafra collaris a madarak osztályának verébalakúak (Passeriformes) rendjébe, ezen belül a pacsirtafélék (Alaudidae) családjába tartozó faj.

## Rendszerezése
A fajt Richard Bowdler Sharpe angol zoológus és ornitológus írta le 1896-ban.

## Előfordulása
Afrika keleti részén, Etiópia, Kenya és Szomália területén honos. Természetes élőhelyei a szubtrópusi és trópusi szavannák, gyepek és cserjések. Állandó, nem vonuló faj.

## Megjelenése
Testhossza 15 centiméter.

## Természetvédelmi helyzete
Az elterjedési területe nagyon nagy, egyedszáma pedig stabil. A Természetvédelmi Világszövetség Vörös listáján nem fenyegetett fajként szerepel.